# Uinter Guerra
Uinter Emanuel Guerra (Isone, 9 gennaio 1990) è un hockeista su ghiaccio svizzero, di ruolo difensore.

## Carriera
Uinter Guerra iniziò a militare dal 2006 nella formazione degli Juniores Elite dell'HC Ambrì-Piotta. La sua prima esperienza nelle leghe minori svizzere fu un prestito nel corso della stagione 2007-2008 in Seconda Lega con la maglia dell'HC Ascona, con la quale in 5 partite segnò 2 reti. Dopo un'altra stagione passata nel vivaio dei leventinesi, nel corso della stagione 2009-2010 giunse per lui l'esordio in Lega Nazionale A con la maglia dell'Ambrì-Piotta.
Nella stessa stagione Guerra transitò in Prima Lega con l'HC Chiasso, marcando 2 reti e 7 assist in 15 incontri disputati. Nella stagione 2010-2011 arrivarono il prolungamento del suo contratto ed il prestito in Lega Nazionale B con la maglia dell'EHC Basel. L'8 settembre 2011 fu ceduto in prestito in LNB all'EHC Visp.
Nella stagione 2012-13 ha militato nella prima squadra dell'HC Thurgau, in Lega Nazionale B. Ha iniziato la stagione successiva con il GDT Bellinzona, ma nel dicembre 2013 trovò un contratto try-out con l'Hockey Milano Rossoblu, squadra della Elite.A. Al termine del periodo di prova fu confermato fino al termine del campionato.
Rimase fermo per la stagione 2014-2015, per poi ritornare sul ghiaccio con la maglia dell'HC Université Neuchâtel, in terza serie. Nel maggio 2016 ottenne un provino con il Rapperswil-Jona Lakers, facendo quindi ritorno in una compagine di Lega Nazionale B. Venne confermato dai sangallesi già nel successivo mese di agosto, con un contratto annuale.
Per la stagione 2017-2018 si è accasato all'EHC Basel/KLH, in terza serie. Nella stagione successiva ha fatto ritorno in una squadra di Lega Nazionale B, l'EHC Winterthur.